# Ludwig Rellstab (Schachspieler)
Ludwig Adolf Friedrich Hans Rellstab (* 23. November 1904 in Schöneberg; † 14. Februar 1983 in Wedel) war ein deutscher Schachmeister.

## Leben
Ludwig Rellstab war der Sohn des Physikers Ludwig M. Rellstab und dessen Ehefrau Anna Kuhlgatz. Die Pianistin Annekäthe Rellstab war seine ältere Schwester; der Musikkritiker Ludwig Rellstab sein Urgroßvater väterlicherseits.
Mit ungefähr elf Jahren erlernte Rellstab im familiären Umfeld das Schachspiel. Nach seinem Abitur im Jahre 1924 begann er noch im selben Jahr an der Universität seiner Heimatstadt Berlin Mathematik und Physik zu studieren. Später wechselte er mit den gleichen Fächern an die Münchener Universität. Nach einigen Semestern gab er sein Studium ohne Abschluss auf und verdiente sich seinen Lebensunterhalt von da an als Schachspieler und Schach-Schriftsteller, in den Jahren 1932 bis 1943 als festangestellter Journalist beim Scherl-Verlag in Berlin. Von April 1943 bis September 1944 leitete er die Redaktion der Deutschen Schachzeitung.
Die Berliner Schachgesellschaft nahm ihn bald schon als Mitglied auf. Dort traf Rellstab auf die wichtigsten Spieler dieser Jahre: Emanuel Lasker, Akiba Rubinstein und Richard Teichmann. Beim DSB-Kongress 1929 in Duisburg wurde Rellstab Erster im Hauptturnier A vor Ripke und Weißgerber. Die deutsche Schacheinzelmeisterschaft gewann damals Carl Ahues. 1937 in Bad Oeynhausen wurde er Dritter hinter Georg Kieninger und Kurt Richter. Rellstab war Teilnehmer vieler Turniere und wurde 1942 durch den Sieg im Turnier des Großdeutschen Schachbundes in Bad Oeynhausen „Meister von Deutschland“. Anlässlich der Europameisterschaft in München im selben Jahr besiegte Rellstab den amtierenden Weltmeister Alexander Aljechin.
Zum Ende des Zweiten Weltkrieges wurde Rellstab als Soldat in Österreich und Ungarn eingesetzt. Im Sommer 1945 konnte sich Rellstab in Hamburg niederlassen und dort gründete er bereits ein Jahr später (Juli 1946) u. a. zusammen mit Carl Ahues und Hans Rodenburg den Verein Hamburger Schachgesellschaft. Im Jahre 1950 wurde er mit diesem Verein Deutscher Mannschaftsmeister. Das Hamburger Abendblatt engagierte Rellstab für seine Schach-Kolumne; eine Aufgabe, welcher er mit viel Enthusiasmus jahrelang nachkam.
Er war jeweils dreimal Stadtmeister von Berlin und fünfmal Stadtmeister von Hamburg. Weitere Erfolge waren seine Siege in Zoppot 1937, Bad Elster 1938, Stuttgart 1947, Cuxhaven 1950, Viborg 1957, Hastings 1973 und Bagneux 1973. 18 Mal qualifizierte er sich für die Endrunde der Deutschen Meisterschaft. Rellstab vertrat Deutschland beim inoffiziellen Schach-Olympia 1936 in München sowie bei drei Schacholympiaden (1950, 1952, 1954), außerdem bei der Mannschaftseuropameisterschaft 1957. Er wurde auch zu vielen weiteren Länderkämpfen eingeladen.
Daneben gab er Schachunterricht und arbeitete bei vielen Schachzeitschriften mit. So kommentierte er mehrere Jahre lang im Schach-Echo viele Partien. Für den Deutschen Schachbund übernahm er fünfzehn Jahre lang organisatorische Aufgaben als Schriftführer, Turnierleiter und Pressewart. Gerade durch diese Arbeit, aber auch durch sein enormes Wissen, erwarb er sich den liebevollen Spitznamen „Schachprofessor“.
Im Jahre 1950 verlieh ihm der Weltschachbund FIDE den neu geschaffenen Titel Internationaler Meister. Ein Jahr später avancierte Rellstab zu einem offiziellen Schiedsrichter der FIDE. Ab demselben Jahr zeichnete Rellstab auch als Herausgeber des „Schach-Taschen-Jahrbuches“ verantwortlich und er blieb zeit seines Lebens dieser Redaktion verbunden.
Rellstab hatte einen Sohn, Ludwig (* 1935), der wie sein Vater ein guter Schachspieler wurde, aber bei weitem nicht dessen Spielstärke erreichte.
Im Alter von 78 Jahren starb Rellstab 1983 in Wedel. Seine beste historische Elo-Zahl vor Einführung der Elo-Zahlen betrug 2609. Diese erreichte er im Juni 1938.

## Publikationen
- Damengambit. Lehrbuch für Anfänger und Fortgeschrittene (1949)
- Das Schachspiel. Ein Grundlehrgang mit planmäßiger Darstellung der Schacheröffnungen (1956)
- Weltgeschichte des Schachs – Dr. Emanuel Lasker, Verlag Dr. Wildhagen, Hamburg 1958
- Streitfälle aus der Turnierpraxis
- Turnier-Taschenbuch (zusammen mit Alfred Brinckmann)